# 楠町 (三重県)
楠町（くすちょう）は三重県の北部に位置していた町である。
2005年（平成17年）2月7日に隣接する四日市市に編入されて廃止となった。

## 地理
町の東側は伊勢湾に面している。
三角州の町である。
- 河川：鈴鹿川及び鈴鹿川派川

### 隣接していた自治体
- 四日市市
- 鈴鹿市

## 歴史
- 「楠」の地名は鎌倉時代の神宮領を記した『神鳳鈔』（正平15年/延文5年（1360年））には見えず、南北朝時代の『諸国御厨御薗帳』（延元4年/暦応2年（1339年））に「楠神田一町 五斗代 定米五石」とあるのが初見である[2]。
- ついで古いのが、文明10年（1478年）10月21日の室町幕府奉公人奉書（『惣官家旧記』）で、足利義尚の命で北畠政郷が下楠御厨への課役賦課を禁じられたという史料がある[2]。
- 南北朝時代に楠地域を統治する楠城が築かれた。北畠氏の北畠顕能の命令で、信州国諏訪地方の豪族の諏訪十郎貞信が初代楠城主となり、楠木正成の末裔の楠木正威が4代目楠城主として入城して、楠一族が代々世襲で楠城主となった（楠木氏#伊勢楠木氏）。8代目楠城主の楠木正盛が豊臣秀吉によって滅ぼされた。楠城は215年間にわたり繁栄した。南北朝時代には伊勢神宮の神主の神田があり、室町時代の楠地域は三河国〜伊勢国間の伊勢湾の海上交通の拠点で、水上の関所が置かれた。楠城の跡地にクスノキの古い大木が1本ある。
- 楠土地建物株式会社が不動産事業を行い吉崎海水浴場と楠劇場の経営をしていた[3]。
- 1966年（昭和41年）以降近隣の四日市市塩浜地区で深刻化した四日市ぜんそくが四日市コンビナートの高煙突化によって、楠町にも公害が発生してぜんそく患者が急増した。四日市市合併前の三重郡楠町では四日市公害で合計67名の犠牲者が出た。ぜんそく罹患者が多い。
- 昭和時代の楠町の人口統計では20代の若い女性人口の割合が著しく多く、1953年（昭和28年）の統計では16歳〜20歳の年齢人口の性比が男性人口が約430人に対して女性人口が約2100人で女性人口が多く、21歳〜25歳の年齢人口の性比が男性人口が約400人に対して女性人口が約890人であった。中卒で紡績工場に就職した金の卵と呼ばれた労働者の若い女子が女子寮で生活していて、20代後半の適齢期で寿退社した。高校進学率が昭和30年代に上がり工場内の実務学校から定時制高校・通信制高校や昼間2部制の三重県立飯野高等学校や三重短期大学法経学科夜間学部などへの通学が増加した[4]。
- 楠中学校で給食制度が導入されていた。四日市市合併後も給食制度が存続していたが、四日市市が給食制度の統一を目指した事から存続をめぐる問題が発生。2012年（平成24年度）に学校給食が廃止され、行政サービスが切り下げられた。

### 沿革
- 1889年（明治22年）4月1日 - 町村制の施行により、北一色村・小倉村・本郷村・吉崎村・北五味塚村・南五味塚村・南川村の区域をもって楠村が発足。
- 1932年（昭和7年） - 中央毛糸紡績株式会社（その後の東亜紡織楠工場、現在のトーア紡コーポレーション四日市工場）が進出。
- 1933年（昭和8年） - 東洋毛織（東洋紡績）楠工場が進出。
- 1940年（昭和15年）2月11日 - 楠村が町制施行して楠町となる。
- 1945年（昭和20年） - アメリカ軍によって、小倉地区・本郷地区・南五味塚・北五味塚が小規模空襲を受ける。
- 1947年（昭和22年） - 楠町立楠中学校が設立。
- 1951年（昭和26年） - 昭和天皇が伊勢行幸で視察。
- 1952年（昭和27年） - 楠町教育委員会が発足。
- 1954年（昭和29年） - ごみ焼却事業を開始。
- 1955年（昭和30年） - 楠町立北部保育園と南部保育園が認可設立。
- 1957年（昭和32年） - 上水道網が創設。
- 1958年（昭和33年） - 楠町立診療所が開設。
- 1959年（昭和34年） - 伊勢湾台風による大被害。昭和40年代に四日市ぜんそくによる公害汚染被害を受ける。
- 1963年（昭和38年） - 楠町総合衛生処理場（ごみ・し尿施設）が完成。
- 1964年（昭和39年） - 楠町立幼稚園が創設。
- 1995年（平成7年） - 楠中央緑地公園が完成。
- 2005年（平成17年）2月7日 - 四日市市に編入。同日楠町廃止[1]。同市楠総合支所が設置される。

## 行政
- 初代町長：岡田武兵衛（1940年（昭和15年）2月11日（紀元節）〜1946年（昭和21年）3月）
- 合併時の町長：早川勝彦（2002年（平成14年）2月12日〜2005年（平成17年）2月6日）

## 学校
中学校
- 楠中学校

小学校
- 楠小学校

## 工業

### 東洋紡績楠工場
東洋紡三重が4分社化された（平成14年に羊毛事業再構築計画を実施した）
- 東洋紡三重テクノウール（平成11年に東洋紡績楠工場と中川原の三重工場が統合して中川原に東洋紡テクノウールが立地）
- 東洋紡三重楠工場医療用具製造センター（楠工場）
- 東洋紡ロジスティク楠（物流事業・倉庫事業）
- 東洋紡ミシン糸
- 東洋紡実業（給食事業）
- 北楠駅すぐ近くに楠工場が立地している。1989年（平成元年）には300人を超えた女子寮の女子が、2000年（平成12年）には入居者が0人となり女子寮が解体された。
- 高級品にダイヤモンド毛糸の看板がある。
- 本郷に従業員150人[5]
- 東洋紡最盛期（昭和39年度）の東洋紡績楠工場は以下の施設があった

工場設備
1. 梳糸室
2. 梳毛地下室
3. 手編室
4. 精紡室
5. 合糸及び撚糸室
6. 糸忍室
7. ポンプ室
8. 荷造室
9. 上選別室
10. 下貯毛室
11. 整毛室
12. 地下室
13. トップ倉庫
14. 前紡室
15. 染色室

営業本部・宗教施設
- 事務所
- 稲荷社

門設備
1. 社宅通用門が2ヵ所
2. 通用門

倉庫設備
1. 原糸倉庫
2. 製品倉庫

社宅地・娯楽施設
1. 女子寄宿舎
2. 女寄学校
3. 浴場
4. 病院
5. 講堂
6. 食堂
7. バレーコート
8. テニスコート
9. 野球場
10. 男子寄宿舎
11. 分配所
12. 東洋紡楠社宅

### 東亜紡織楠工場
- 東亜紡織楠工場は1953年（昭和28年）に男性従業員が268人、女性従業員が1941人、臨時工が65人、合計従業員が2274人の大工場であった。
- 1958年（昭和33年）から合織繊維を生産している。
- トーア紡マテリアル四日市工場（南川地区に立地。化学繊維を生産している。従業員135人）[6]

### 三重製網
- 三重製網は漁網生産の名門企業で従業員250人いたが、海外との競争の敗北で昭和51年度に工場が閉鎖された。

### 宝酒造楠工場
- 宝酒造楠工場（南五味塚で酒類を生産。従業員130人）

### 中小企業
- 宮崎本店本社工場（南五味塚で酒類を生産。従業員は50人）
- 三鈴工機（北五味塚で食品機械装置を生産。従業員は100人）
- エーピーアイコーポレーション（旧吉富ファインケミカル。北五味塚で化学製薬事業をする。従業員60人）
- 近畿日本コンクリート工業株式会社（吉崎でコンクリート製品を生産。従業員40人）
- 江南化工株式会社（北五味塚で化学医薬品原料を生産。従業員50人）
- 東四工業株式会社（南五味塚で機械類を生産。従業員50人）
- 平和コンクリート工業株式会社（吉崎でコンクリート製品を生産。従業員は40人）
- 三重機械鉄工株式会社（小倉で化学機械装置を生産。従業員は50人）
- 四日市コンビナート昭和シェル石油株式会社三重プラント（北伊勢工業地域）

## 漁業
- 伊勢湾の沿岸部の地区は、中華人民共和国から輸入したハマグリの養殖が盛んである。ハマグリの出荷高は日本一である。中国産のハマグリを生育して日本全国に伊勢湾の桑名の焼き蛤（富田の焼き蛤を参考）として出荷するハマグリの蓄養が盛んである。年に一回、秋の時期に開催される「健康ふれあいフェスタ」でハマグリの貝殻投げをするコンテストが行われている。鈴鹿川の堤防の下の地域には蛍がいる。

## 地区

### 北五味塚地区
- 名称は、久美塚から五味塚となった。豊富な土壌が堆積した土地である。富田家（富田忠左衛門）・堀家（堀七郎右衛門）の2家は、名門の家である。

### 五味塚新田地区
- 五味塚から分離した地区。五味塚の東側に新田を開墾して、元禄時代に杉野平兵衛が開発した。

### 南五味塚地区
- 楠地域で最大の集落である。昭和初期まで漁業が盛んだった。ハマグリ養殖や酒造が盛んである。

### 南川地区
- 南川の地名は、鈴鹿川の南側にあるのが由来である。

### 本郷地区
- 楠地域では、初期の開拓地であり、中世期は＜中島4郷＞と呼ばれた。戦国時代の楠城跡地が、本郷の名称の由来である。本郷地区には以下の神社仏閣が存在した。

1. 楠村神社
2. 八幡社
3. 山祇社
4. 菅原社の外
5. 楠城主の菩提寺である正覚寺
6. 来教寺
7. 廃寺となっている華台寺
8. 泰応寺

### 小倉地区
- 文禄期に＜三重郡楠小倉之郷＞の棟札があった。

### 丑ノ新田地区
- 丑ノ年の1660年（万治4年）に楠地域の農民が新田を開発して、神社を建立して神明社と云う形式で祀った。＜丑ノ新田＞と命名した。

### 北一色地区
1. 小倉地区
2. 本郷地区
3. 南川地区

- これらの地区と共に楠地域で最古の土地である。

### 吉崎地区
- 五味塚の属邑であった。

## 交通

### 鉄道
- 近畿日本鉄道
  - 名古屋線：北楠駅 - 楠駅

### 道路
- 国道23号
- 三重県道6号四日市楠鈴鹿線